# Poa pusilla
Poa pusilla là một loài thực vật có hoa trong họ Hòa thảo. Loài này được Bergg. miêu tả khoa học đầu tiên năm 1877.